# Parc de l'Aigua
El Parc de l'Aigua es troba a Almacelles (Segrià), en l'extensió de l'eixample projectat a 1771 per Josep Mas i Dordal (autor de la basílica de la Mercè a Barcelona). Va ser creat en 2002 amb un projecte de Neus Solé i Daniel Navas, autors del Parc de Ca Sabaté i dels Jardins de Walter Benjamin a Barcelona.
El parc ocupa l'espai d'una illa de la quadrícula en la confluència dels carrers Mossèn Cinto Verdaguer, Maragall, Sant Roc i Miquel Servet. Rep el nom de "Parc de l'Aigua" en homenatge a la construcció en 1910 del Canal d'Aragó i Catalunya, que va suposar un canvi radical en l'economia agrícola del Segrià.

## Descripció
El parc es defineix a través de la subtil alteració topogràfica amb la qual crea un paisatge intermedi entre l'espai obert i pla i la trama compacta construïda. Successives làmines serpentejats d'aigua en forma de lúnules acompanyen l'espai entorn del protagonisme de l'aigua i el verd, al costat d'uns recorreguts sobre un sòl de peces de ceràmica massissa. Col·locades sobre la dimensió més petita ens recorda la presència de les bòbiles properes.
En relació als límits urbans que l'envolten, els costats més curts dibuixen l'àrea de pavimentació més urbana juntament amb les arboredes més compactes, mentre que sobre els costats llargs es defineixen les superfícies més toves i ondulants, on domina la superfície de gespa i els grups d'arbusts, al costat de plantes de temporada. Així, els recorreguts per als vianants es produeixen seguint la direccionalitat llarga de la malla fundacional de Josep Mas.

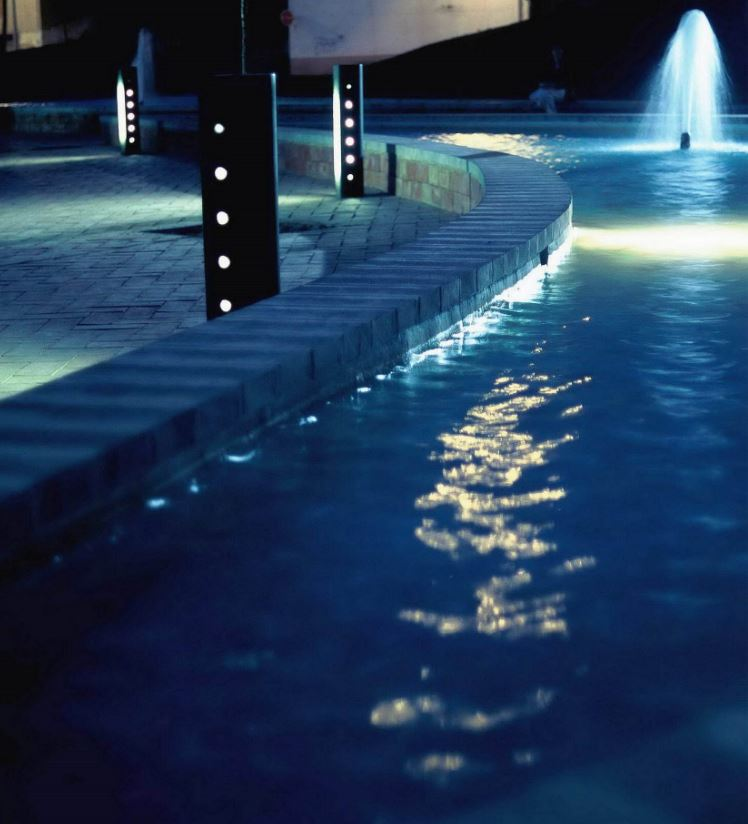
Estany

## Escultures i mobiliari urbà
L'espai es completa amb les escultures "Arbres vermells", en acer laminat, que ens transporten a la nua forma d'arbres sense fulles, paisatges de troncs i branques en la intangible boira que durant molts dies d'hivern banya aquest paisatge. Els seus autors, Daniel Navas i Neus Solé, ho són també, ens altres obres, de les escultures Cavall vermell i Piràmide als parcs de la Farinera i Ca Sabaté, a Mollet i Barcelona respectivament.
El conjunt de mobiliari urbà es completa amb les peces d'il·luminació rasant dissenyades per a aquest parc que, al costat de la il·luminació dels estanys, transformen aquest petit paisatge en un espai més atractiu en la foscor de la nit.

## Vegetació
Entre les espècies presents al parc es troben: el Viburnum dentatum, el Phyllostachys aurea (bambú daurat), el Liqidambar i el Juniperus horizontalis, entre d'altres.